# ペロポネソス同盟

ペロポネソス同盟の領域（赤）

ペロポネソス同盟（ペロポネソスどうめい）は、紀元前6世紀末にスパルタ王クレオメネス1世によって結成された、スパルタを盟主とするペロポネソス半島の諸ポリスからなる同盟。
ペロポネソス同盟とデロス同盟の対立は、やがてペロポネソス戦争へと発展した。
紀元前371年にスパルタはレウクトラの戦いでテーバイに敗れ、ギリシアの覇権を失った。そして紀元前366年にテーバイの指導者エパメイノンダスによって同盟は解散させられた。しかし紀元前272年、ラコニアに攻め込んだエピロス王ピュロスをアレウス1世が撃退し、ペロポネソス同盟を再結成した。

## 主な同盟都市
- スパルタ
- コリントス
- テーバイ（ペロポネソス戦争後、離反）
- マケドニア